# Garland Gbellé
Garland Gbellé, né le 16 décembre 1992 à Montbéliard, est un footballeur français qui joue au poste milieu offensif à l'US Concarneau.

## Biographie

### Vie personnelle
Garland Gbellé est né à Montbéliard dans l'est de la France et a la nationalité française. Il est d'origine ivoirienne.

### Carrière
Garland Gbellé s'entraine d'abord avec le CPBB Rennes et commence sa carrière senior avec le Dinan-Léhon FC au cinquième niveau du football français en 2012. Remarqué au sein de l'équipe qui s'est qualifiée pour les 64 de finales de la Coupe de France 2014-2015, il signe au Luçon FC engagé dans le Championnat de National à l'été 2015. Lorsque le club fait faillite à l'été 2016, il signe au club de Vendée Les Herbiers évoluant en National. À l'été 2017, il rejoint un troisième club de National, le SO Cholet.
Le 18 juin 2018, Gbellé signe son premier contrat professionnel avec le Paris FC en Ligue 2. Il fait ses débuts professionnels avec le Paris FC lors d'une victoire 0-0 (4-3) aux tirs au but en Coupe de la Ligue contre l'AC Ajaccio le 14 août 2018. En juin 2019, il quitte le club, n'ayant pas fait une seule apparition en championnat, signant pour Cholet avec un contrat de deux ans.
Après que Cholet n'ait pas réussi à briguer une promotion au cours de la saison 2019-2020, il s'engage avec Lyon-La Duchère en juin 2020. L'équipe finit dernier du National lors de la saison 2020-2021, et est reléguée.
Le 9 juin 2021, Garland Gbellé signe avec l'équipe de Quevilly Rouen alors jeune promue en Ligue 2.
Le 12 juillet 2024, après trois saisons passées au club, l'US Quevilly Rouen annonces le départ de Garland. Il signe dans le foulée en Chypre au Néa Salamína.
Le 8 juillet 2025, Garland Gbelle s'engage à l'US Concarneau après un stage concluent avec l'UNFP.

## Statistiques
| Saison                | Club                    | Championnat           | Championnat | Championnat | Championnat | Coupe nationale | Coupe nationale | Coupe nationale | Coupe de la Ligue | Coupe de la Ligue | Coupe de la Ligue | Play-offs | Play-offs | Play-offs | Total | Total | Total |
| Saison                | Club                    | Division              | M.          | B.          | P.d.        | M.              | B.              | P.d.            | M.                | B.                | P.d.              | M.        | B.        | P.d.      | M.    | B.    | P.d.  |
| 2012-2013             | Dinan-Léhon FC          | CFA 2                 | 24          | 1           | 0           | 0               | 0               | 0               | -                 | -                 | -                 | -         | -         | -         | 24    | 1     | 0     |
| 2013-2014             | Dinan-Léhon FC          | CFA 2                 | 25          | 3           | 0           | 1               | 0               | 0               | -                 | -                 | -                 | -         | -         | -         | 26    | 3     | 0     |
| 2014-2015             | Dinan-Léhon FC          | CFA 2                 | 25          | 5           | 0           | 4               | 1               | 0               | -                 | -                 | -                 | -         | -         | -         | 29    | 6     | 0     |
| Sous-total            | Sous-total              | Sous-total            | 74          | 9           | 0           | 5               | 1               | 0               | 0                 | 0                 | 0                 | 0         | 0         | 0         | 79    | 10    | 0     |
| 2015-2016             | Luçon FC                | National              | 25          | 4           | 1           | 1               | 0               | 0               | -                 | -                 | -                 | -         | -         | -         | 26    | 4     | 1     |
| 2016-2017             | Les Herbiers VF         | National              | 31          | 2           | 0           | 5               | 2               | 0               | -                 | -                 | -                 | -         | -         | -         | 36    | 4     | 0     |
| 2017-2018             | SO Cholet               | National              | 25          | 5           | 3           | 3               | 1               | 0               | -                 | -                 | -                 | -         | -         | -         | 28    | 6     | 3     |
| 2018-2019             | Paris FC                | Ligue 2               | 0           | 0           | 0           | 0               | 0               | 0               | 1                 | 0                 | 0                 | -         | -         | -         | 1     | 0     | 0     |
| 2019-2020             | SO Cholet               | National              | 23          | 3           | 1           | 1               | 1               | 0               | -                 | -                 | -                 | -         | -         | -         | 24    | 4     | 1     |
| 2020-2021             | SC Lyon                 | National              | 31          | 1           | 1           | 1               | 0               | 0               | -                 | -                 | -                 | -         | -         | -         | 32    | 1     | 1     |
| 2021-2022             | US Quevilly-Rouen       | Ligue 2               | 35          | 6           | 2           | 3               | 0               | 1               | -                 | -                 | -                 | 2         | 0         | 1         | 40    | 6     | 4     |
| 2022-2023             | US Quevilly-Rouen       | Ligue 2               | 37          | 2           | 4           | 0               | 0               | 0               | -                 | -                 | -                 | -         | -         | -         | 37    | 2     | 4     |
| 2023-2024             | US Quevilly-Rouen       | Ligue 2               | 32          | 3           | 2           | 3               | 1               | 1               | -                 | -                 | -                 | -         | -         | -         | 35    | 4     | 3     |
| Sous-total            | Sous-total              | Sous-total            | 104         | 11          | 8           | 6               | 1               | 2               | 0                 | 0                 | 0                 | 2         | 0         | 1         | 112   | 12    | 11    |
| 2024-2025             | Nea Salamina Famagouste | Panchypriote Cyta     | 25          | 2           | 0           | 1               | 0               | 0               | -                 | -                 | -                 | -         | -         | -         | 26    | 2     | 0     |
| 2025-2026             | US Concarneau           | National              | 0           | 0           | 0           | 0               | 0               | 0               | -                 | -                 | -                 | -         | -         | -         | 0     | 0     | 0     |
| Total sur la carrière | Total sur la carrière   | Total sur la carrière | 338         | 37          | 14          | 23              | 6               | 2               | 1                 | 0                 | 0                 | 2         | 0         | 1         | 364   | 43    | 17    |